# Parabemisia myricae
Parabemisia myricae är en insektsart som först beskrevs av Kuwana 1927.  Parabemisia myricae ingår i släktet Parabemisia och familjen mjöllöss. Inga underarter finns listade i Catalogue of Life.